# Дискографія 4minute
Південнкорейський жіночий гурт 4Minute випустив два студійних альбоми, одну збірку, сім мініальбомів, двадцять синглів та 6 саундтреків.

## Альбоми

### Студійні альбоми
| Назва         | Деталі альбому                                                                                                | Пікові позиції у чартах | Пікові позиції у чартах | Продажі                                  |
| Назва         | Деталі альбому                                                                                                | KOR                     | JPN                     | Продажі                                  |
| ------------- | --- | ----------------------- | ----------------------- | ---------------------------------------- |
| 4Minutes Left | - Реліз: 5 квітня 2011 - Лейбл: Cube Entertainment, Universal - Формат: CD, цифрове завантаження, стриминг    | 2                       | 145                     | - Південна Корея: 38,678 - Японія: 2,344 |
| Diamond       | - Реліз: 15 грудня 2010 (JPN) - Лейбл: Far Eastern Tribe Records - Формат: CD, цифрове завнатаження, стриминг | 10                      | 27                      | - Японія: 12,273                         |

### Збірки
| Назва                                                                            | Деталі альбому                                                                                           | Пікові позиції у чартах | Пікові позиції у чартах | Продажі         |
| Назва                                                                            | Деталі альбому                                                                                           | KOR                     | JPN                     | Продажі         |
| -------------------------------------------------------------------------------- | --- | ----------------------- | ----------------------- | --------------- |
| Best of 4Minute                                                                  | - Реліз: 26 вересня 2012 - Лейбл: Far Eastern Tribe Records - Формат: CD, цифрове завантаження, стриминг | —                       | 37                      | - Японія: 6,110 |
| «—» релізи, що не потрапили у чарти або не були випущені у відповідних регіонах. | |                         |                         |                 |

## Мініальбом
| Назва                                                                            | Деталі | Пікові позиції у чартах | Пікові позиції у чартах | Пікові позиції у чартах | Продажі                                             |
| Назва                                                                            | Деталі | KOR                     | JPN                     | US World                | Продажі                                             |
| -------------------------------------------------------------------------------- | --- | ----------------------- | ----------------------- | ----------------------- | --------------------------------------------------- |
| For Muzik                                                                        | - Реліз: 28 серпня 2009 - Лейбл: Cube Entertainment, Mnet Media - Формат: CD, цифрове завантаження, стриминг       | 2                       | —                       | —                       | Н/Д                                                 |
| Hit Your Heart                                                                   | - Реліз: 19 травня 2010 - Лейбл: Cube Entertainment, Universal - Формат: CD, цифрове завантаження, стриминг        | 3                       | 205                     | —                       | - Південна Корея: 28,064                            |
| Volume Up                                                                        | - Реліз: 9 квітня 2012 - Лейбл: Cube Entertainment, Universal - Формат: CD, цифрове завантаження, стриминг         | 1                       | 114                     | —                       | - Південна Корея: 57,786 - Японія: 1,744            |
| Name Is 4Minute                                                                  | - Реліз: 26 квітня 2013 - Лейбл: Cube Entertainment, Universal - Формат: CD, цифрове завантаження, стриминг        | 2                       | 83                      | 13                      | - Південна Корея: 15,620 - Японія: 1,998            |
| 4Minute World                                                                    | - Реліз: 17 березня 2014 (KOR) - Лейбл: Cube Entertainment, Universal - Формат: CD, цифрове завантаження, стриминг | 2                       | —                       | 13                      | - Південна Корея: 11,779 - Японія: 922              |
| Crazy                                                                            | - Реліз: 9 лютого 2015 - Лейбл: Cube Entertainment, Universal - Формат: CD, цифрове завантаження, стриминг         | 2                       | —                       | 1                       | - Південна Корея: 22,102 - Японія: 783 - США: 1,000 |
| Act. 7                                                                           | - Реліз:1 лютого 2016 - Лейбл: Cube Entertainment, Universal - Формат: CD, цифрове завантаження, стриминг          | 2                       | 274                     | 3                       | - Південна Корея: 12,810 - Японія: 257              |
| «—» релізи, що не потрапили у чарти або не були випущені у відповідних регіонах. | |                         |                         |                         |                                                     |

## Сингли
| Назва                                                                            | Рік       | Пікові позиції у чартах | Пікові позиції у чартах | Пікові позиції у чартах | Пікові позиції у чартах | Пікові позиції у чартах | Продажі                                | Альбом            |
| Назва                                                                            | Рік       | KOR                     | KOR Hot                 | JPN                     | JPN Hot                 | US World                | Продажі                                | Альбом            |
| Корейські                                                                        | Корейські | Корейські               | Корейські               | Корейські               | Корейські               | Корейські               | Корейські                              | Корейські         |
| -------------------------------------------------------------------------------- | --------- | ----------------------- | ----------------------- | ----------------------- | ----------------------- | ----------------------- | -------------------------------------- | ----------------- |
| «Hot Issue»                                                                      | 2009      | —                       | —                       | —                       | —                       | —                       |                                        | For Muzik         |
| «Muzik»                                                                          | 2009      | —                       | —                       | —                       | —                       | —                       |                                        | For Muzik         |
| «What a Girl Wants»                                                              | 2009      | —                       | —                       | —                       | —                       | —                       |                                        | For Muzik         |
| «Jingle Jingle»                                                                  | 2009      | —                       | —                       | —                       | —                       | —                       |                                        | Сингл без альбому |
| «HuH»                                                                            | 2010      | 3                       | —                       | —                       | —                       | —                       | - Південна Корея: 2,357,440            | Hit Your Heart    |
| «I My Me Mine»                                                                   | 2010      | 9                       | —                       | —                       | —                       | —                       | - Південна Корея: 1,815,744            | Hit Your Heart    |
| «Superstar»                                                                      | 2010      | 22                      | —                       | —                       | —                       | —                       |                                        | Сингл без альбому |
| «Heart to Heart»                                                                 | 2011      | 5                       | —                       | —                       | —                       | —                       | - Південна Корея: 1,842,291            | 4Minutes Left     |
| «Mirror Mirror» (거울아 거울아)                                                  | 2011      | 2                       | —                       | —                       | —                       | —                       | - Південна Корея: 2,057,010            | 4Minutes Left     |
| «Freestyle»                                                                      | 2011      | 28                      | —                       | —                       | —                       | —                       | - Південна Корея: 409,527              | Сингл без альбому |
| «Volume Up»                                                                      | 2012      | 2                       | 3                       | —                       | —                       | 9                       | - Південна Корея: 1,816,296            | Volume Up         |
| «Over and Over (R.Tee Mix)»                                                      | 2012      | 20                      | —                       | —                       | —                       | —                       | - Південна Корея: 419,967              | Сингл без альбому |
| «What's Your Name?» (이름이 뭐예요?)                                             | 2013      | 1                       | 1                       | —                       | —                       | 9                       | - Південна Корея: 1,477,832            | Name Is 4Minute   |
| «Is It Poppin'?» (물좋아?)                                                       | 2013      | 9                       | 6                       | —                       | —                       | 18                      | - Південна Корея: 596,404              | Non-album singles |
| «Gain Weight» (살만찌고) (feat. Brave Brothers)                                  | 2014      | 5                       | 10                      | —                       | —                       | —                       | - Південна Корея: 296,826              | Non-album singles |
| «Whatcha Doin' Today» (오늘 뭐해)                                                | 2014      | 1                       | 4                       | —                       | —                       | 12                      | - Південна Корея: 624,845              | 4Minute World     |
| «Thank You :)» (고마워 :))                                                       | 2014      | —                       | —                       | —                       | —                       | —                       | - Південна Корея: 17,113               | 4Minute World     |
| «Cold Rain» (추운 비)                                                            | 2015      | 15                      | —                       | —                       | —                       | —                       | - Південна Корея: 432,381              | Crazy             |
| «Crazy» (미쳐)                                                                   | 2015      | 3                       | —                       | —                       | —                       | 2                       | - Південна Корея: 664,249 - США: 2,000 | Crazy             |
| «Hate» (싫어)                                                                    | 2016      | 13                      | —                       | —                       | —                       | 2                       | - Південна Корея: 262,470              | Act. 7            |
| Japanese                                                                         |           |                         |                         |                         |                         |                         |                                        |                   |
| «Muzik»                                                                          | 2010      | —                       | —                       | 21                      | —                       | —                       | - Японія: 6,154 (Фіз.)                 | Diamond           |
| «I My Me Mine»                                                                   | 2010      | —                       | —                       | 26                      | —                       | —                       | - Японія: 10,945 (Фіз.)                | Diamond           |
| «First/Dreams Come True»                                                         | 2010      | —                       | —                       | 28                      | —                       | —                       | - Японія: 6,097 (Фіз.)                 | Diamond           |
| «Why»                                                                            | 2011      | —                       | —                       | 17                      | 40                      | —                       | - Японія: 13,559 (Фіз.)                | Best of 4Minute   |
| «Heart to Heart»                                                                 | 2011      | —                       | —                       | 18                      | 42                      | —                       | - Японія: 9,930 (Фіз.)                 | Best of 4Minute   |
| «Ready Go»                                                                       | 2011      | —                       | 70                      | 23                      | —                       | —                       | - Японія: 8,253 (Фіз.)                 | Best of 4Minute   |
| «Love Tension»                                                                   | 2012      | —                       | —                       | 26                      | —                       | —                       | - Японія: 4,820 (Фіз.)                 | Best of 4Minute   |
| «—» релізи, що не потрапили у чарти або не були випущені у відповідних регіонах. |           |                         |                         |                         |                         |                         |                                        |                   |

## Інші появи
| Рік  | Назва                                                                              | Інші виконавці                      | Альбом                       |
| ---- | ---------------------------------------------------------------------------------- | ----------------------------------- | ---------------------------- |
| 2010 | «Heard 'Em All (Remix)»                                                            | Amerie, Jun Hyung                   | In Love & War (Asia Edition) |
| 2010 | «Once Again, Republic of Korea (다시 한 번 대한민국)» also known as World Cup Song | Brown Eyed Girls                    | Сингли поза альбомом         |
| 2011 | «Without U»                                                                        | Thelma Aoyama                       | Сингли поза альбомом         |
| 2011 | «Fly So High»                                                                      | Cube Artist                         | Сингли поза альбомом         |
| 2011 | «Silly Boy»                                                                        | 015B, Jun Hyung                     | Сингли поза альбомом         |
| 2013 | «Christmas Song»                                                                   | Cube Artist                         | Сингли поза альбомом         |
| 2013 | «You Are A Miracle»                                                                | SBS Gayo Daejeon Friendship Project | Сингли поза альбомом         |

## Саундтреки
| Рік  | Назва                       | Назва                       |
| ---- | --------------------------- | --------------------------- |
| 2010 | «Dreams Come True»          | Master of Study             |
| 2010 | «Making Love (사랑 만들기)» | Personal Preference         |
| 2010 | «Chaos A.D.»                | The Fugitive: Plan B        |
| 2010 | «Home Run (홈런)»           | Rolling Stars               |
| 2010 | «One Thing»                 | It's Okay, Daddy's Daughter |
| 2011 | «Why»                       | Akuto: Juhanzai Sosahan     |
| 2012 | «Welcome to the School»     | School 2013                 |

## Відеоальбоми

### DVD
| Назва              | Деталі альбому                         | Пікові позиції у чартах | Продажі         |
| Назва              | Деталі альбому                         | JPN                     | Продажі         |
| ------------------ | -------------------------------------- | ----------------------- | --------------- |
| Emerald Of 4Minute | - Реліз: 7 вересня 2011 - Формат: DVD  | 16                      | - Японія: 2,812 |
| Volume Up On/Off   | - Реліз: 19 вересня 2012 - Формат: DVD | 176                     | Н/Д             |

## Відеографія

### 4minute
| Назва                  | Рік       | Режисер(и)  | Інші версії          |
| Корейські              | Корейські | Корейські   | Корейські            |
| ---------------------- | --------- | ----------- | -------------------- |
| «Hot Issue»            | 2009      | Hong Won-ki | Н/Д                  |
| «Muzik»                | 2009      | Hong Won-ki | Н/Д                  |
| «What a Girl Wants»    | 2009      | Hong Won-ki | Н/Д                  |
| «Jingle Jingle»        | 2009      | Невідомий   | Н/Д                  |
| «Huh»                  | 2010      | Hong Won-ki | Н/Д                  |
| «I My Me Mine»         | 2010      | Hong Won-ki | Н/Д                  |
| «Superstar»            | 2010      | Невідомий   | Н/Д                  |
| «Heart to Heart»       | 2011      | Hon Won-ki  | Н/Д                  |
| «Mirror Mirror»        | 2011      | Hon Won-ki  | Н/Д                  |
| «Freestyle»            | 2011      | Невідомий   | Н/Д                  |
| «Volume Up»            | 2012      | Hong Won-ki | Н/Д                  |
| «Over and Over»        | 2012      | Невідомий   | Н/Д                  |
| «What's Your Name?»    | 2013      | Hong Won-ki | Н/Д                  |
| «Is It Poppin'?»       | 2013      | Hong Won-ki | Н/Д                  |
| «Whatcha Doin' Today?» | 2014      | Hong Won-ki | Н/Д                  |
| «Thank You :)»         | 2014      | Unknown     | Н/Д                  |
| «Cold Rain»            | 2015      | Hong Won-ki | Н/Д                  |
| «Crazy»                | 2015      | Hong Won-ki | Choreography Version |
| «Hate»                 | 2016      | Hong Won-ki | Н/Д                  |
| «Canvas»               | 2016      | Невідомий   | 360° VR Camera       |
| Японські               |           |             |                      |
| «Muzik»                | 2010      | Невідомий   | Н/Д                  |
| «I My Me Mine»         | 2010      | Невідомий   | Н/Д                  |
| «First»                | 2010      | Невідомий   | Н/Д                  |
| «Why»                  | 2011      | Hong Won-ki | Н/Д                  |
| «Heart to Heart»       | 2011      | Невідомий   | Н/Д                  |
| «Ready Go»             | 2011      | Невідомий   | Dance Version        |
| «Love Tension»         | 2012      | Невідомий   | Н/Д                  |

### Саб-юніт 2YOON
| Назва  | Рік  | Режисер(и)  | Інші версії |
| ------ | ---- | ----------- | ----------- |
| «24/7» | 2013 | Hong Won-ki | Н/Д         |

## Нотатки
1. ↑  Продажі засновані на цифрових завантаженнях, якщо не зазначено інше.
2. ↑  The Billboard K-pop Hot 100 chart launched in 2011 and was discontinued in July 16, 2014.[16][17] On the issue dated May 29 — June 4, 2017, the chart was re-established.